# Mercianne Hendo
Mercianne Hendo, née le 19 janvier 1997, est une joueuse de handball congolaise évoluant au DGSP de Brazzaville et en équipe nationale congolaise. Elle évolue au poste d'arrière droite.

## Biographie

### Enfance et débuts
Mercianne Hendo est née le 19 janvier 1997 à Brazzaville au Congo,.

### Carrière
Mercianne Hendo est une joueuse de handball évoluant au poste d'arrière droite,,. Elle fait partie de l'effectif congolais des moins de 18 ans ayant participé au championnat du monde de la jeunesse en 2014 en Macédoine (en).
Avec l'équipe nationale senior, elle participe notamment au Championnat du monde 2021 en Espagne, marquant 2 buts en 6 matchs puis au Championnat du monde 2023, marquant 2 buts en 4 matchs joués.
En clubs, après avoir joué pour l'Abo Sport de Brazzaville, elle évolue depuis 2017 pour DGSP Brazzaville.

## Voir Aussi